# Brigitte Morisan
Brigitte Morisan, est une actrice et animatrice de radio française.

## Biographie
Dans les années 1970-1980, Brigitte Morisan a effectué l'essentiel de sa carrière à Europe 1. Elle est meneuse de jeu comme Maryse Gildas et Françoise Rivière (évincées en 1996), Viviane Blassel (journaliste à TF1 depuis 1987), Anne Perez ou bien Julie, qui reste jusqu'en 2021.
En 1986, elle quitte Europe 1 pour TF1 où elle présente un talk-show quotidien l'après-midi, Show bises avec Jean Chatel (ex-chroniqueur cinéma sur Europe 1).
Elle se consacre également au doublage de films, téléfilms et séries : voix de Sylvia Kristel dans Emmanuelle au cinéma, de Mary Crosby dans la série Dallas ou encore d'Emma Samms dans Dynastie.

## Carrière àEurope 1
- Au milieu des années 1970 : dans les émissions de Jean-Loup Lafont (Mozik puis Basket).
- 1978-1981 : À vos souhaits ! avec Stéphane Collaro et Guy Montagné
- 1981 : session d'information 7 h-9 h avec Olivier de Rincquesen
- 1982-1985 : Aujourd'hui avec Gilles Schneider (6 h 30-8 h 30)
- 1985 : Y'en aura pour tout le monde avec Coluche (11 h-12 h 30) (uniquement en juillet 1985)
- 1985-1986 : La grande corbeille avec Pierre Bellemare (11 h 30-13 h)
- 1989 : Y'en aura encore pour tout le monde avec Gérard Klein (mars à mai)

## Filmographie
- 1960 : Le Testament d'Orphée : Antigone
- 1968 : Thérèse et Isabelle : Brigitte
- 1972 : Die Klosterschülerinnen / Sex Life in a Convent
- 1992 : Le Roi Arthur et les Chevaliers de Justice (série télévisée) : Reine Guenièvre (voix)

## Doublage
- Sylvia Kristel dans :
  - Emmanuelle (1974) : Emmanuelle
  - Emmanuelle l'antivierge (1975) : Emmanuelle
  - Good-bye, Emmanuelle (1977) : Emmanuelle
  - Les Monstresses (1979) : la femme sur le lit / la jeune épouse
  - L'Amant de lady Chatterley (1981) : Lady Chatterley
  - Leçons très particulières (1981) : Nicole Mallow
  - Emmanuelle 4 (1984) : Emmanuelle
  - Emmanuelle au 7e ciel (1993) : Emmanuelle

- Sondra Locke dans :
  - Josey Wales hors-la-loi (1976) : Laura Lee
  - L'Épreuve de force (1977) : Gus Mally
  - Doux, Dur et Dingue (1978) : Lynn Halsey-Taylor
  - Bronco Billy (1980) : Antoinette Lilly
  - Ça va cogner (1980) : Lynn Halsey-Taylor

- Sissy Spacek dans :
  - Carnage (1972) : Poppy
  - La Balade sauvage (1973) : Holly Sargis

- 1942[1] : Les Aventures de Tarzan à New York : Connie Beach (Virginia Grey)
- 1964 : Deux Copines, un séducteur : Marian Gilbert (Merrie Spaeth)
- 1967 : Les Trois Fantastiques Supermen : Zizi (Bettina Busch)
- 1968 : Le Cheval aux sabots d'or : Helen Bonton (Ellen Janov)
- 1968 : Cérémonie secrète : Cenci (Mia Farrow)
- 1969 : Mardi, c'est donc la Belgique : Shelly Ferguson (Hilarie Thompson)
- 1970 : Joe, c'est aussi l'Amérique : Melissa Compton (Susan Sarandon)
- 1970 : THX 1138 : LUH 3417 (Maggie McOmie) (1er doublage)
- 1971 : La Rage du tigre : Ba Jiao (Li Ching) (1er doublage)
- 1971 : Le Décaméron : Elisabetta[Qui ?]
- 1971 : Les Diables : Madeleine (Gemma Jones)
- 1971 : Le Convoi sauvage : Grace (Prunella Ransome)
- 1972 : Tombe les filles et tais-toi : Nancy (Susan Anspach)
- 1972 : L'Autre : Torrie (Jenny Sullivan)
- 1972 : Dracula 73 : Anna (Janet Key)
- 1973 : Le Cercle noir : Elizabeth Wexton (Kelley Miles)
- 1973 : Serpico : Leslie Lane (Cornelia Sharpe)
- 1973 : Le Témoin à abattre : Mirella (Delia Boccardo)
- 1974 : Tremblement de terre : Denise Marshall (Genevieve Bujold)
- 1975 : L'Évadé : Ann Wagner (Jill Ireland)
- 1975 : La Chevauchée terrible : Catherine (Catherine Spaak)
- 1976 : Nickelodeon : Kathleen Cooke (Jane Hitchcock)
- 1977 : Rage : Mindy Kent (Susan Roman)
- 1977 : Le Tournant de la vie : Emilia Rodgers (Leslie Browne)
- 1978 : Un mariage : Ruby Spar (Margaret Ladd)
- 1978 : Mort sur le Nil : Rosalie Otterbourne (Olivia Hussey)
- 1978 : La Cible étoilée : Theresa von Rodeck (Birgit Bergen)
- 1979 : Ashanti : Dr Anansa Linderby (Beverly Johnson)
- 1980 : Inferno : Elise De Longvalle Adler (Daria Nicolodi)
- 1982 : La Fièvre de l'or : Andrea Spalding (Kim Basinger)
- 1983 : La Valse des pantins : Cathy Long (Shelley Hack)
- 1994 : Color of Night : Sondra (Lesley Ann Warren)

### Télévision

#### Téléfilms
- 1976 : Sherlock Holmes à New York : Irene Adler (Charlotte Rampling)
- 1983 : Passion hantée : Julie Evans (Jane Seymour)
- 1989 : Le Cavalier masqué : Barbara Castlemaine (Emma Samms)

#### Séries télévisées
- Leigh Taylor-Young dans :
  - Sunset Beach (1997) : Elaine Stevens
  - The Sentinel (1997) : Naomi Sandburg
  - Beverly Hills 90210 (1998) : Blythe Hunter

- 1979 - 80, 1981 et 1991 : Dallas : Kristin Shepard (Colleen Camp puis Mary Crosby)
- 1981 - 82 : Cœur de diamant : Maria Isabel Newman Ribeiro (Renée de Vielmond)
- 1984 - 1991 : Dynastie : Fallon Carrington Colby (Emma Samms)
- 1985 - 1986 : Arnold et Willy : Margaret « Maggie » McKinney Drummond (Mary Ann Mobley)
- 1987 - 1991 : Santa Barbara : Elena Nikolas (Sherilyn Wolter) (2e voix) / Kelly Capwell (Carrington Garland)
- 1994 - 1997 : Océane : Dr Dianne Bates (Kerry Armstrong puis Liz Burch)
- 1996 : Arabesque : Ellen Levering (Linda Kelsey) (saison 12 - épisode 18)
- 1996 - 1998 : Spin City : Helen Winston (Deborah Rush)
- 1996 - 2003 : New York, police judiciaire : D.A. Danielle Melnick (Tovah Feldshuh)
- 1997 - 1999 : Bugs : Barbara "Jan" (Jan Harvey)
- 1999 - 2002 : Farscape : Pa'u Zotoh Zhaan (Virginia Hey)
- 2000 - 2005 : Queer as Folk : Jennifer Taylor (Sherry Miller)
- 2001 - 2010 : New York, unité spéciale : Juge K. Tate (Patricia Kalember)
- 2002 - 2003 : Hôpital San Francisco : Dr Harriet Lanning (Blythe Danner)
- 2002 - 2004 : Sept à la maison : Rosina Glass (Laraine Newman)
- 2002 - 2005 : Tout le monde aime Raymond : Peggy Ardolino (Amy Aquino)
- 2002 - 2006 : FBI : Portés disparus : Paula Van Doren (Lynn Whitfield)
- 2005 : Nip/Tuck : Gail Pollack (Kathy Baker)

#### Séries d'animation
- 1989 - 1990 : Erika : Astor / Aurèle Asagiri (2e voix)
- 1992 - 1993 : Le Roi Arthur et les Chevaliers de Justice : Guenièvre
- 1993 - 1996 : Les Motards de l'espace : Charley (1re voix)[2]